# Lachenalia elegans
Lachenalia elegans är en sparrisväxtart som beskrevs av Winsome Fanny 'Buddy' Barker. Lachenalia elegans ingår i släktet Lachenalia och familjen sparrisväxter.

## Underarter
Arten delas in i följande underarter:
- L. e. elegans
- L. e. flava
- L. e. membranacea
- L. e. suaveolens

## Bildgalleri

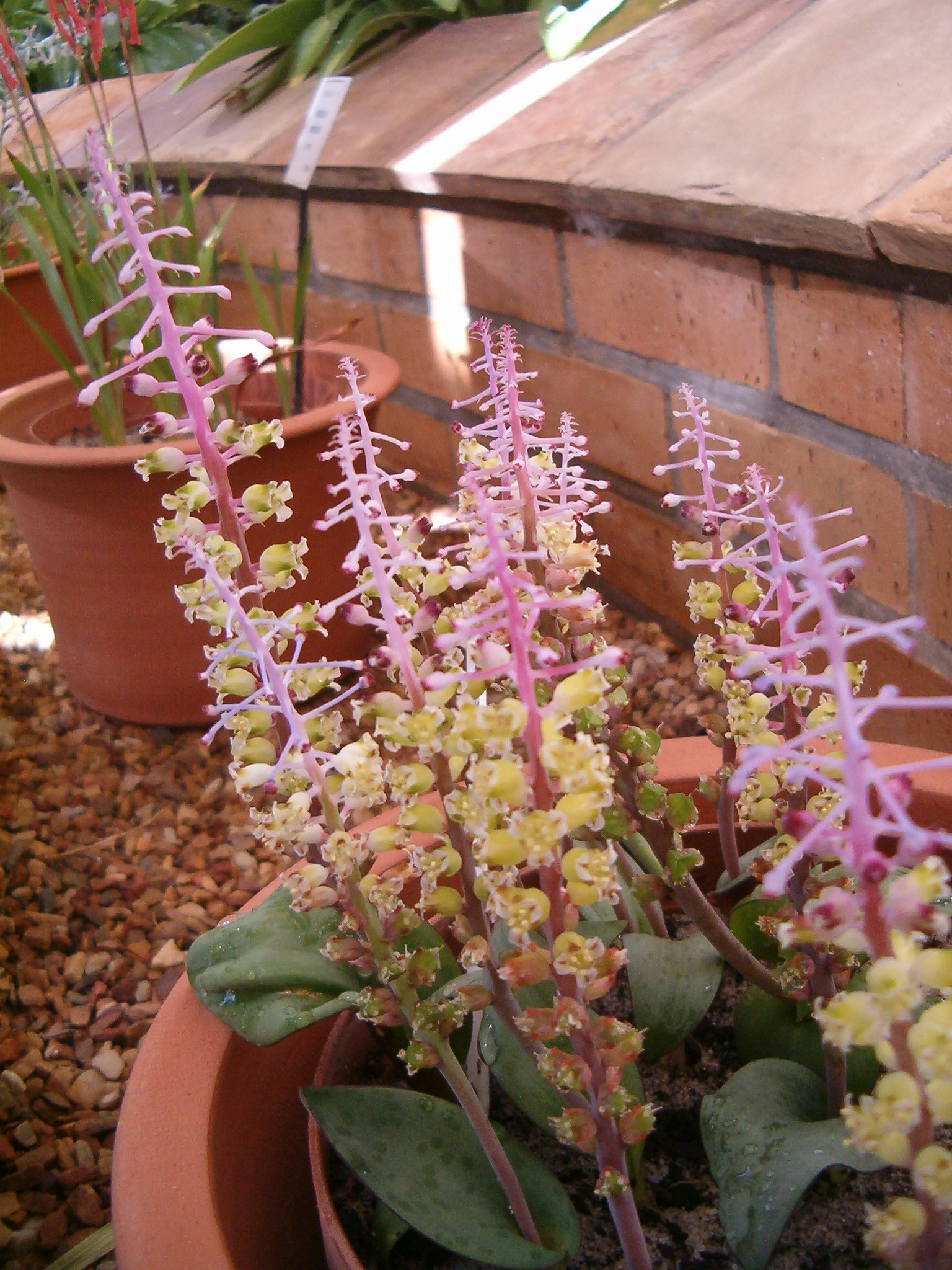